# Carl Nilsson Bechstadius
Carl Nilsson Bechstadius, född 8 februari 1690 i Kalmar, död 20 november 1739 i Vissefjärda socken, var en svensk präst och militärhistoriker.
Bechstadius var son till kantorn vid Kalmar domkyrka Nils Bechstadius. Han studerade vid stadsskolan i Kalmar och inskrevs 1706 vid Uppsala universitet. Han prästvigdes i augusti 1718 och blev i september samma år regementspastor vid sluproddarregementet. Samma år blev han notarie vid amiralitetskonsistorium och i november 1719 amiralitetspastor. Han predikade bland annat på nio av de örlogsskepp som 1719 gick ut för att hindra ryssarnas anfall längs de svenska kusterna. 
Under sin tjänstgöring vid amiralitetet i Karlskrona ägnade sig Bechstadius åt omfattande arkivstudier. Hans forskningar ledde bland annat till utgivningen av Then adelige och lärde swenske siö-man, en förteckning över adliga släkter som härstammade från sjöofficerare och sjöofficerare som gjort sig kända genom sina lärda intressen, samt därtill en matrikel över svenska amiraler och flaggmän från Gustav Vasas tid och fram till år 1700. Bechstadius påbörjade även en matrikel över flaggmän med biografier över dem, jämte längder över präster vid amiralitetet och skeppsbyggmästare. Planer fanns för utgivande av dessa, men Bechstadius ansåg att materialet krävde mer omfattande undersökningar än han hade tid för. 
Sedan han 1729 utnämnts till kyrkoherde i Vissefjärda lämnade han Karlskrona. Bechstadius gjorde insamlingar till ett herdaminne för Kalmar stift och fortsatte även sin fars anteckningar om Kalmar. Detta material finns tyvärr, till skillnad från faderns notisbok, inte bevarat. Därtill gjorde han insamlingar av material rörande Vissefjärda sockens historia samt uppgifter om tidigare präster i socknen. År 1732 utnämndes han till prost. Han var riksdagsledamot 1734 och i samband med detta ledamot av sekreta deputationen. 13–14 september 1736 var Bechstadius preses vid prästmötet i Kalmar. Han utnämndes 22 augusti 1739 till kyrkoherde i Madesjö socken, men hann avlida innan han hunnit tillträda posten.